# Ulver
Ulver er et norsk avantgarde-band, stiftet i 1993. Bandet startede under ledelse af Kristoffer Rygg (under dæknavnet "Garm") som et folk/black metal-band, men udviklede sig senere i en mere elektronisk retning, og har i de senere år eksperimenteret med både ambient, trip hop, electronica samt andet.

## Historie

### De første år
Ulver blev dannet i 1993 af Kristoffer "Garm" Rygg og Carl-Michael "Czral" Eide. Samme år udgav de først en unavngivet instrumental demo og 5. november samme år demoen Vargnatt. På dette tidspunkt havde de fået flere medlemmer med i bandet, som således udover Garm på vokal og Czral på trommer bestod af guitaristerne A. Reza og Grellmund som henholdsvis lead- og rytmeguitar og Håvard "Lemarchand" Jørgensen, kendt fra Satyricons tidlige år, på akustisk guitar.
Året efter blev nummeret "Ulverytternes kamp" (fra Vargnatt) genudgivet af pladeselskabet Necromantic Gallery som en split-ep mellem Ulver og bassist Malmbergs andet band Mysticum, og blev dermed den første Ulver-udgivelse til at blive udgivet af et officielt pladeselskab.
På dette tidspunkt havde både Grellmund, A. Reza og stifteren Eide forladt Ulver, og i stedet kom Torbjørn "Aismal" Pedersen som ny rytmeguitarist, mens Lemarchand overtog rollen som både lead guitarist og akustisk guitarist. Ny bassist blev Hugh Stephen James "Skoll" Mingay og Erik "AiwarikiaR" Lancelot overtog som trommeslager.

### Den sorte trilogi

#### Bergtatt: Et Eeventyr i 5 Capitler
Den nye line-up skrev i 1995 kontrakt med det norske pladeselskab Head Not Found, og gik i gang med at indspille to konceptalbum. Det første blev udgivet i februar og fik titlen Bergtatt: Et Eeventyr i 5 Capitler (ofte forkortet "Bergtatt").
Albummet udmærkede sig som en musikalsk blanding af "grum, smadrende black metal med hæs vokal og slørede, summende guitarer" og "stille, folk-lignende akustiske passager". Teksterne på albummet var skrevet af Garm og oversat til olddansk af AiwarikiaR. De omhandlede et klassisk norsk folkesagn om en ungmø som lokkes ind i de norske skove hvorfra hun kidnappes af underverdenens trolde og tages til Bjergkongens fjeldkamre. Albummet blev rost fra flere sider som en black metal-klassiker, og Allmusic beskrev det som "et af højdepunkterne i Ulvers imponerende, forskelligartede diskografi". Channing Freeman fra sputnikmusic beskrev albummet som "et af de mest tilgængelige black metal-album" og roste albummet for at 'bygge bro mellem black metal og andre genrer, samt for at det kan "tages op og nydes af stort set hvem-som-helst allerede ved første gennemlytning".
Bergtatt var det første album hvorpå Ulver gjorde brug af gæstemusikere – i dette tilfælde Lill Kathrine Stensrud på fløjte og gæstevokal, samt Steinar Sverd Johnsen – som forsanger Garm i forvejen spillede sammen med i avant-garde-bandet Arcturus – på piano.

#### Kveldssanger
Ulvers andet album, Kveldssanger, blev udgivet året efter, i 1996. I modsætning til Bergtatt indeholdt det nye album ingen elementer fra metalmusik overhovedet. I stedet var bestod det af 13 numre med akustisk folkemusik, beskrevet af Allmusic som "en akustisk samling af melankolske klagesange med et anstrøg af klassisk musik". På albummet medvirkede kun AiwarikiaR, Lemarchand og Garm på helholdsvis fløjte, akustisk guitar og vokal – de to sidstnævnte komponerede også musikken til albummet. Den eneste gæstemusiker på albummet var Alf Gaaskjønli, som spillede cello på flere af numrene.
Efter sin udgivelse blev Kveldssanger hyldet som "et skelsættende album" for musikgenrene "mørk akustisk" og neofolk, og var en stor inspirationskilde for senere bands såsom October Falls, Empyrium og Musk Ox. Allmusic roste albummet og skrev blandt andet "denne cd står som en dristig og vellykket indsats, en der hjalp med at bekræfte Ulvers rygte som et af de førende black metal-bands, selvom den ironisk nok ikke indeholder noget metal".
Efter udgivelsen af Kveldssanger forlod Ulver deres pladeselskab Head Not Found, og skrev i stedet en internation kontrakt med det store tyske Century Media Records. Senere forlod guitaristen Aismal Ulver.

#### Nattens madrigal – Aatte hymne til ulven i manden
Bandets tredje – og første internationalt udgivne – album blev udgivet i marts 1997 som Nattens madrigal - Aatte hymne til ulven i manden, omend materialet var blevet indspillet tilbage i begyndelsen af 1995. Albummet var, ligesom de to foregående, et konceptalbum, og omhandlede en mand, som under påvirkning af det onde langsomt forvandles til en varulv.
Musikalsk var albummet totalt modsat Kveldssanger: Hvor sidstnævnte havde været akustisk folkemusik var Nattens madrigal rå og støjende black metal med kun en enkelt 50 sekunder lang akustisk passage i første nummer, samt enkelte ambient passager mellem flere af numrene.
Nattens madrigal skulle angiveligt være blevet indspillet i en skov i 1995, og den ekstremt rå og ringe produktion er blevet kritiseret fra flere sider for blandt andet at mikse vokalen lavere end guitarerne, og for at gøre trommerne og bassen næsten uhørlige. Omvendt blev det påpeget at mange fans af black metal sandsynligvis slet ikke ville se den dårlige produktionen som et problem, men snarere en god ting, og albummet blev – i direkte modsætning til Bergtatt – beskrevet som et album som næppe ville være egnet for folk der ikke i forvejen hørte black metal.
Tre personer var ansvarlige for produktionen af Nattens madrigal, Anders G. Offenberg Jr., Helge Sten og Audun Strype, og Strype har efterfølgende hjulpet Ulver med alle deres senere udgivelser helt frem til Shadows of the Sun fra 2007.
Senere i 1997 blev Ulvers tre første album, Bergtatt, Kveldssanger og Nattens madrigal - Aatte hymne til ulven i manden, som var blevet døbt "den sorte trilogi", genudgivet som lp'er i en særlig træboks, begrænset til 2.000 eksemplarer. Udgivelsen fik navnet The Trilogie - Three Journeyes through the Norwegian Netherworlde og indeholdt udover de tre lp'er også en tracklist, et hæfte med sangtekster, et citat af Sabine Baring-Gould og forord af Michael Jenkins Moynihan samt sort/hvid-plakater af omslagene fra de tre album.

### Overgangen til elektronisk musik

#### Themes from William Blake's The Marriage of Heaven and Hell
Efter udgivelsen af Nattens madrigal indspillede Ulver materialet til deres næste album, som fik titlen Themes from William Blake's The Marriage of Heaven and Hell. Albummet var, som navnet antyder, et konceptalbum tænkt som en musikalsk baggrund til William Blake's bog Ægteskabet Mellem Himmel & Helvede. Musikalsk var albummet en helt ny genre end Ulver hidtil havde spillet. Allmusic har beskrevet albummet som "en sær blanding af metal, elektronisk musik, folkemusik og komplet særhed". På albummet kunne høres elementer fra genrer såsom drum and bass, progressiv rock, spoken word, industrial og ambient blandet sammen på en højst ukonventionel måde.
Musikken var så radikalt anderledes fra Ulvers hidtidige repertoire at deres pladeselskab, Century Media, modsatte sig udgivelsen, hvilket førte til at bandet forlod selskabet, og frontmand Kristoffer Rygg – som nu havde droppet aliasset "Garm" og i stedet kaldte sig "Trickster G." – stiftede sit eget pladeselskab, Jester Records.

Albummet blev herefter udgivet 7. december 1998 gennem Jester Records, og blev mødt med forbløffelse hos de fleste anmeldere. Trey Spencer fra Sputnikmusic skrev om albummet "[...] ingen forventede at Ulvers fjerde udgivelse ville stå stille eller tilbyde noget som lignede hvad de allerede havde lavet, men der var heller ingen der forventede dette". Allmusic skrev at albummet var "Anbefalet til de som søger en musikalsk udrensning – alle andre skal passe på!". Det er også blevet betragtet som et overgangsalbum for Ulver – en bro mellem deres tidlige tid som metalband, og deres senere som elektronisk band.
På albummet medvirkede en lang række gæstemusikere, heriblandt Ihsahn og Samoth fra Emperor, Fenriz fra Darkthrone samt Knut Magne Valle fra Arcturus og Tore Ylwizaker, som begge blev officielle medlemmer af bandet – omend Valle forlod det igen samme år. Omtrent samtidig forlod Lemarchand, Skoll og AiwarikiaR bandet, og Ulver var dermed reduceret til kun at bestå af Kristoffer "Trickster G." Rygg og Tore Ylwizaker.

#### Metamorphosis,Perdition CityogSilence-duologien
I 1999 udgav det nye Ulver sin første ep med titlen Metamorphosis. Musikalsk var ep'en en blanding af electronica, ambient og techno, og blev betragtet som 'renere' electronica end sin forgænger, som havde været et overgangsalbum.
Året efter, 26. marts 2000 udgav Ulver albummet Perdition City: Music to an Interior Film med støtte fra Norsk Kassettavgiftsfond. På trods af navnet var albummet ikke et soundtrack til nogen film. I stedet bestod det af en blanding af trip-hop og "lunefuld, atmosfærisk electronica" med elementer fra blandt andet smooth jazz og blue-eyed soul. Allmusic skrev om albummet "Der er diskutable øjeblikke, men som helhed fremkalder Perdition City præcis den form for øde, regnfuld-dag-i-byen-atmosfære som den forsøger at skabe."
Blandt gæstemusikerne på albummet var den tidligere Emperor-trommeslager Faust som på daværende tidspunkt havde afsonet sin dom for mord, og Jørn H. Sværen, som efterfølgende blev permanent medlem af Ulver. Sværen havde dog forinden kendt bandet i mange år, og havde blandt andet skrevet teksterne til tre af numrene på Vargnatt.
I 2001 udgav bandet to ep'er med yderligere elektronisk musik, begge begrænset til 2.000 eksemplarer. Den første, Silence Teaches You How to Sing, bestod kun af et enkelt 24-minutter-langt spor, som var blevet indspillet i løbet af sessionerne til "Dead City Centres" fra Perdition City. Den anden, Silence the Singing bestod af tre instrumentale spor, og var dermed Ulvers første instrumentale udgivelse sine deres unavngivne demo fra 1993. Allmusic bemærkede om ep'en at den "ikke var noget drastisk skift fra det som kom før den (hvilket er en forandring i forhold til Ulvers normalt uforudsigelige veje), men det er en god og underholdende disk."
Silence Teaches You How to Sing blev af Allmusic sammenlignet med eksperimentelle elektronisk musik-kunstnere såsom Coil, Pole og Tarwater, mens Silence the Singing blev sammenlignet med Arvo Pärt på nogle områder.
Da efterspørgslen efter de to ep'er var stor, blev de genudgivet samlet under titlen Teachings in Silence i 2002, og igen i 2003.

### Soundtracks og remixes
Samme år som udgivelsen af Teachings in Silence udgav Ulvet Lyckantropen Themes, som var et soundtrack til den 28-minutter-lange svenske kortfilm Lyckantropen af Steve Ericsson. Musikalsk bevægede albummet sig på nogenlunde det samme niveau som Teachings in Silence, og varierede mellem glitch-præget eksperimenterende elektronisk musik, dark ambient og sågar et enkelt nummer med IDM.
Året efter, 29. april 2003, blev remixalbummet 1993-2003: 1st Decade in the Machines udgivet. Selvom albummet blev markedsført som en Ulver-udgivelse var det kun det første nummer på albummet, "Crack Bug", der var remixet af Ulver selv: resten var mixet af en lang række kunstnere indenfor elektronisk musik, heriblandt Bogdan Raczynski, Merzbow og The Third Eye Foundation. Albummet blev i efteråret fulgt af en ep med titlen A Quick Fix of Melancholy. På ep'en var blandt andet inkluderet et remix af sangen "Nattleite" fra Kveldssanger, anagramisk kaldt "Eitttlane", som oprindeligt var tiltænkt 1993-2003: 1st Decade in the Machines, men i sidste ende ikke kom med på albummet. Teksten til et andet af numrene, "Vowels", var taget fra et digt af den canadiske poet Christian Bök, med tilladelse fra forfatteren.
To uger efter udgivelsen af A Quick Fix of Melancholy udgav Ulver deres andet soundtrack, Original Motion Picture Soundtrack: Svidd neger. Music composed by Ulver (forkortet Svidd neger). Albummet var lydspor til den norske kortfilm af samme navn, og var musikalsk mere afdæmpet og ambient end de fleste af bandets tidligere udgivelser.

### Blood Inside,Shadows of the Sunog turnéer
6. juni 2005 udgav Ulver studiealbummet Blood Inside. Albummet bød, ligesom Perdition City havde gjort, på gæsteoptrædener fra en lang række musikere deriblandt Jeff Gauthier på violin (på "Your Call") og de tidligere Ulver-medlemmer Håvard Jørgensen og med-stifter Carl-Michael "Czral" Eide.
Ydermere udmærkede albummet sig ved at inkorporere tekster af den portugisiske forfatter Fernando Pessoa ("Christmas") og musik af J.S. Bach ("It Is Not Sound").
Musikalsk distancerede albummet sig fra den trip-hoppede og glitch-prægede musik på forgående album såsom Perdition City og Lyckantropen Themes, og var i stedet en avant-garde blanding af en lang række genrer, deriblandt eksperimenterende og elektronisk musik, ambient, progressiv metal og industrial.[kilde mangler]
Ulvers seneste album, Shadows of the Sun, udkom i oktober 2007, og bestod udelukkende af atmosfærisk, ambient musik, hvor Kristoffer Rygg sang henover med dyb basvokal.
30. maj 2009 optrådte Ulver, for første gang i mange år, live i Maihaugsalen i Lillehammer i Norge, med gæstemusikere. Efterfølgende har de optrådt ved flere forskellige lejligheder, deriblandt Øyafestivalen, Brutal Assault Festival i Tjekkiet og i Queen Elizabeth Hall i London.
I november samme år kom multi-instrumentalisten Daniel O'Sullivan med som permanent medlem af bandet. Hans rolle er som bassist, guitarist og keyboardspiller.

## Medlemmer
- Kristoffer Garm Rygg – Vokal, programmering
- Jørn H. Sværen – Misc.
- Tore Ylwizaker – Programmering, piano
- Daniel O'Sullivan – Guitar, bas, keyboard

### Tidligere medlemmer

#### Guitarister
- Aismal også kendt som Tykje – Guitar
- Grellmund – Guitar
- A. Reza – Guitar
- Håvard Jørgensen – Guitar
- Knut Magne Valle – Guitar

#### Bassister
- Skoll (Hugh Stephen James Mingay) – Bas

#### Trommeslagere
- AiwarikiaR – Trommer
- Czral – Trommer

## Diskografi

### Studiealbum
- 1995: Bergtatt - Et Eeventyr i 5 Capitler
- 1996: Kveldssanger
- 1997: Nattens Madrigal - Aatte Hymne til Ulven i Manden
- 1998: Themes from William Blake's The Marriage of Heaven and Hell
- 2000: Perdition City
- 2002: Lyckantropen Themes (soundtrack)
- 2003: Svidd neger (soundtrack)
- 2005: Blood Inside
- 2007: Shadows of the Sun
- 2011: Wars of the Roses
- 2012: Childhood's End
- 2013: Messe I.X-VI.X
- 2016: ATGCLVLSSCAP
- 2016: Riverhead (soundtrack)
- 2017: The Assassination of Julius Caesar
- 2020: Flowers of Evil
- 2021: Scary Muzak
- 2024: Liminal Animals

### Ep'er
- 1999: Metamorphosis
- 2001: Silence Teaches You How to Sing
- 2001: Silencing The Singing
- 2003: A Quick Fix of Melancholy
- 2012: Roadburn EP
- 2017: Sic Transit Gloria Mundi

### Livealbum
- 2012: The Norwegian National Opera (Blu-ray/DVD, som CD/DVD eller 2LP i 2013)
- 2013: Live at Roadburn - Eulogy for the Late Sixties
- 2019: Drone Activity

### Splitalbum
- 1994: Mysticum / Ulver (med Mysticum)

### Opsamlingsalbum
- 1997: The Trilogie - Three Journeyes through the Norwegian Netherworlde (Bokssæt)
- 2002: Teachings in Silence
- 2003: 1993-2003: 1st Decade In The Machines
- 2012: Oddities and Rarities #1 (MP3)

### Demoer
- 1993: Rehearsal 1993
- 1993: Vargnatt

## Fodnoter
1. ↑  Wicked World interview with Agalloch Arkiveret 8. juni 2004 hos  Wayback Machine. Earache.com. Retrieved March 2, 2006.
2. 1 2 3  Ulver på Allmusic
3. 1 2 3  Bergtatt: Et Eeventyr i 5 Capitler på Allmusic
4. ↑  Bergtatt: Et Eeventyr i 5 Capitler (Webside ikke længere tilgængelig) på MusicBrainz
5. 1 2 3  Bergtatt: Et Eeventyr i 5 Capitler på sputnikmusic
6. 1 2  Kveldssanger på Allmusic
7. ↑  Kveldssanger (Webside ikke længere tilgængelig) på Musicbrainz
8. 1 2  Anmeldelse af Kveldssanger (Webside ikke længere tilgængelig) på Evening of Light
9. ↑  Omslaget til Nattens madrigal – Aatte hymne til ulven i manden
10. 1 2 3 4  Nattens madrigal – Aatte hymne til ulven i manden på Sputnikmusic
11. ↑  Nattens madrigal – Aatte hymne til ulven i manden på Allmusic
12. 1 2  Themes from William Blake's The Marriage of Heaven and Hell på Allmusic
13. 1 2 3  Themes from William Blake's The Marriage of Heaven and Hell på Sputnikmusic
14. ↑  Metamorphosis på Encyclopaedia Metallum
15. ↑  Perdition City: Music to an Interior Film på Encyclopaedia Metallum
16. 1 2  Perdition City: Music to an Interior Film på Allmusic
17. ↑  Ulver - Vargnatt Promo '93 #1 (Cassette) at Discogs
18. 1 2  Silence Teaches You How to Sing på Allmusic
19. 1 2  Silence the Singing på Allmusic.
20. ↑  Teachings in Silence på Encyclopaedia Metallum
21. 1 2  A Quick Fix of Melancholy på Encyclopaedia Metallum
22. ↑  Ulver på Encyclopedia Metallum